# Selvantændelse
Selvantændelse er når et materiale spontant bryder i brand – dvs. uden ydre påvirkning. Antændelsen sker, under visse forudsætninger, ved passage af materialets selvantændelsestemperatur.
Antændelsen sker, når der bliver afgivet varme eks. som følge af iltning eller fermentering. På et tidspunkt er der afgivet tilstrækkeligt meget varme, som er ude af stand til at forsvinde ud i omgivelserne, til at temperaturen overstiger materialets antændelsetemperatur. Herudover forudsættes tilstrækkeligt med ilt jf. brandtrekanten.
Det er almindeligt kendt, at en række biologiske materialer naturligt udvikler varme. Uden tilstrækkelig udluftning, vil man kunne risikere, at en evt. oplagring af disse, bryder i brand.